# Per Neble
Per Neble (28. marts 1937 i Nykøbing Falster – 13. september 2004) var en dansk billedkunstner Bosat i Randers 1959-1997, herefter i København. Uddannet vinkyper, som kunstner var han autodidakt. Han var gift med Lis Hansen (født 23. juni 1937 – død 21. januar 1993).

## Offentlige udsmykninger
- Ballerupsløjfen Arkiveret 26. november 2011 hos  Wayback Machine, Centrumgaden, Ballerup 1985.
- Frederikshavnerbolten (Webside ikke længere tilgængelig), Gågaden, Frederikshavn 1986.
- Et Randersspil, Slotspladsen, Randers 1987.
- En hilsen til universet, Dukadan, Kristrup, Randers 1987.
- The New Museum, Justesens Plæne, Randers 1987.
- Platan med leverpostej og neon, Ingeniørhøjskolen, Århus 1990-91

## Repræsenteret
- ARoS Århus Kunstmuseum
- Fyns Kunstmuseum
- Randers Kunstmuseum
- Nordjyllands Kunstmuseum

## Udvalgte udmærkelser
- Eckersberg Medaillen 1992.
- Statens Kunstfonds livsvarige ydelse Arkiveret 31. januar 2010 hos  Wayback Machine 1993.

## Stillinger og hverv
Medlem af censurkomiteen for Kunstnernes Efterårsudstilling 1971-72. Medlem af censurkomiteen for Kunstnernes Påskeudstilling 1972-73, 1980. Medlem af Akedemirådets og Kunstnersamfundets Jury 1994.